# Великое княжество Литовское (1812)
Литовское генерал-губернаторство — административно-политическое образование, созданное Наполеоном I во время войны 1812 года против России.

## История
16 (28) июня 1812 года Великая армия Наполеона заняла Вильно. Первым в город под бело-красно-белым флагом вошёл польский уланский полк князя Доминика Радзивилла. После занятия города Наполеон на территории бывшего Великого княжества Литовского создал два генерал-губернаторства: «Литовское» и «Белорусское». От формального воссоздания Великого Княжества Литовского, как и Королевства Польского, Наполеон отказался. Решение этих вопросов император отложил до окончания войны. Шляхте Литовского генерал-губернаторства было разрешено присоединиться к военно-политическому союзу: Генеральной Конфедерации Польского Королевства. В рамках этого союза создавались полки Литовского корпуса. Говоря о возможности возрождения Речи Посполитой, 11 июля Наполеон, в частности, обозначил его видение Вeликого княжества Литовского: «Пусть Литва, Самогития, Витебск, Полоцк, Могилёв, Волынь, Украина и Подолия воодушевлятся тем же духом, который встретил я в Великой Польше, и Провидение увенчает успехом святое ваше дело».

## Административное деление
Территория Литовского генерал-губернаторства Хогендорпа включало Виленскую, Гродненскую, Минскую губернии (которые были переименованы в департаменты) и Белостокскую область. Столицей генерал-губернаторства стал Вильно.
Белорусское генерал-губернаторство включало Витебскую губернию, Могилёвскую губернию и Смоленскую губернию. Его столицей был Могилёв.
Литовское генерал-губернаторство было поделено на два военных округа, каждый со своим начальником. В каждом округе по территориальному принципу из местных крепостных и добровольцев (шляхта, мещане, вольные крестьяне) было сформировано по одной смешанной дивизии, состоящей из двух бригад пехоты и одной бригады кавалерии.

## Органы власти
19 июня (1 июля) был создан орган местного самоуправления при французской администрации Хогенторпа, который назывался Комиссией временного правительства в Великом княжестве Литовском. Временное правительство состояло из семи комитетов, председателем каждого комитета был член комиссии:
- Комитет питания и складов — Станислав Солтан (председатель комиссии)
- Комитет финансов — Кароль Прозор
- Комитет полиции — Юзеф Сераковский
- Судебный комитет — Франц Ельский
- Военный комитет — князь Александр Антоний Сапега
- Комитет внутренних дел — граф Александр Потоцкий
- Комитет образования — Ян Снядецкий
- Секретарь комиссии — Юзеф Игнатий Коссаковский
- Генерал-губернатор литовских департаментов и Губернатор Вильно — Дирк ван Хогендорп

Главой Временного правительства (комиссии) был поставлен литовский государственный деятель С. Солтан. Но он часто болел и его обязанности обычно исполнял генерал-адъютант Наполеона Д. ван Гогендорп. Императорским комиссаром был назначен Л. Биньон, позднее дважды занимавший пост министра иностранных дел Франции. Власть Временного правительства распространялась на Виленскую, Минскую, Гродненскую и Белостокскую губернии. Для Витебской и Могилевской губерний были созданы отдельные административные комиссии Могилевского и Витебского департаментов. Эти территории Наполеон предполагал уступить России во время возможного торга с Александром I.

## Председатели временного правительства
- Юзеф Сераковский (с 18 июля 1812 года)
- Станислав Солтан (с 24 августа 1812 года)
- Дирк ван Хогендорп (с сентября 1812 года)
- Станислав Солтан (с сентября 1812 года)

## Армия
5 (17) июля 1812 года Наполеон издал декрет о создании пяти полков пехоты и четырёх полков кавалерии из рекрутов и добровольцев из департаментов генерал-губернатора Хогендорпа. Для создания Литовского корпуса было выделено 500 тысяч франков. Численность корпуса составила 14 тысяч человек. Рекруты в Литовский корпус набирались на шестилетний срок. Наполеон в Литве также создал 3-й гвардейский уланский полк в количестве 1026 человек. 12 (24) августа Комиссия временного правительства ВКЛ постановила создать шесть егерских батальонов в количестве 5004 человек. Литовский корпус, или «Корпус литовских войск Генеральной конфедерации», состоял из двух дивизий смешанного типа. Дивизии формировались по территориальному признаку — каждая в своем военном округе. Округами и дивизиями командовали литовские и варшавские генералы. При формировании Литовского корпуса была использована схема, ранее отработанная при формировании войск Герцогства Варшавского.
Литовский корпус и Корпус войск Герцогства Варшавского вместе составляли Польскую армию Генеральной конфедерации, полки которой временно были распределены по различным корпусам Великой армии Наполеона.
Всего в Литве было сформировано 5 пехотных полков, один егерский полк, 4 уланских полка, а также жандармерия, полиция, милиция на селе и национальная гвардия в городах для поддержания порядка.
3-й гвардейский уланский полк был прикомандирован к 7-му французскому корпусу Ренье; в октябре 1812 года он разбит в Слониме войсками генерала Чаплица. В декабре 1812 года жандармерия, национальная гвардия и егеря приняли участие в обороне Вильно.
18-й, 19-й, 20-й и 22-й литовские пехотные полки Польской армии в 1813 году обороняли крепость Модлин, а 17-й и 19-й литовские уланские полки приняли участие в кампании 1813-14 годов в Германии, в частности, в обороне Гамбурга.